# 五氟化砷
五氟化砷是砷元素和氟元素形成的一种无机化合物。其中砷元素的氧化态是+5。

## 制备
五氟化砷可以由砷与氟的直接化合来制备：
2As + 5F2 → 2AsF5
它也可以通过三氟化砷与氟反应获得：
AsF3 +  F2 → AsF5

## 性质
五氟化砷是一种无色气体，空间构型为三角双锥。 固态时轴向的As-F键键长为171.9 pm，而水平方向的为166.8 pm。

## 反应
五氟化砷可以形成其他卤化物，它也是一个很强的氟离子受体。这可以通过它与四氟化硫反应形成离子化合物而表现出来：
AsF5 + SF4  → SF3+ + AsF6−
因此，一些具有强氧化性的阳离子，比如Cl+
3、ClO+
2、SeF+
3、O+
2、N
2F+
3、XeF+
等都能形成较稳定的六氟砷酸盐。
五氟化砷在这类反应有时还是氧化剂，比如液态二氧化硫中锑与五氟化砷反应得到多锑阳离子的六氟砷酸盐，自身则被还原成三氟化砷；在无水氟化氢中，五氟化砷可与硫单质反应得到多硫阳离子的盐S2+
8(AsF−
6)2和S+
8AsF−
6。